# Коваленко Михайло Іванович (голова колгоспу)
Михайло Іванович Ковале́нко (нар. 1914, село Надточаївка, тепер Шполянського району Черкаської області — 2001) — український радянський діяч, новатор сільськогосподарського виробництва, голова колгоспу «Память Леніна» Черкаського району Черкаської області. Депутат Верховної Ради УРСР 5-го скликання. Герой Соціалістичної Праці (26.02.1958). Кандидат економічних наук.

## Біографія
Народився в селянській родині у листопаді 1914 року. Закінчив семирічну школу в селі Матусів Шполянського району.
У 1930—1933 роках навчався в Черкаському планово-економічному технікумі, після закінчення якого певний час працював на виробництві.
З 1934 по 1939 рік — студент плодоовочевого факультету Уманського сільськогосподарського інституту.
У 1939 році — агроном Ротмистрівського районного земельного відділу Київської області.
З 1939 року — у лавах Радянської армії. У 1941 році служив танкістом в 9-му танковому полку 9-ї танкової бригади у місті Алітусі Литовської РСР. Учасник німецько-радянської війни з 1941 року. Служив старшиною та начальником господарського постачання бронепоїздів «Щорс» і «Котовський» 44-го окремого Клайпедського дивізіону бронепоїздів 43-ї та 4-ї Ударної армій Західного, Воронезького, Південно-Західного, 1-го Прибалтійського фронтів.
Член ВКП(б) з 1943 року.
З березня 1946 по 1950 рік — головний  агроном Черкаського районного земельного відділу Київської області.
У 1950—1971 роках — голова укрупненого колгоспу «Память Леніна» села Вергуни Черкаського району Черкаської області.
Працював старшим науковим співробітником Українського науково-дослідного інституту економіки й організації сільського господарства.
Обирався депутатом Черкаської обласної ради, членом Черкаського обкому та райкому КПУ, членом Союзної ради колгоспів.
Потім — на пенсії.

## Нагороди
- Герой Соціалістичної Праці (26.02.1958)
- орден Леніна (26.02.1958)
- два ордени Трудового Червоного Прапора
- орден «Знак Пошани»
- орден Червоної Зірки (21.02.1945)
- орден Вітчизняної війни І ст. (6.04.1985)
- медаль «За бойові заслуги» (30.04.1944)
- золоті медалі ВДНГ СРСР
- медалі
- Почесна грамота Президії Верховної Ради УРСР